# Ossa palpebrali

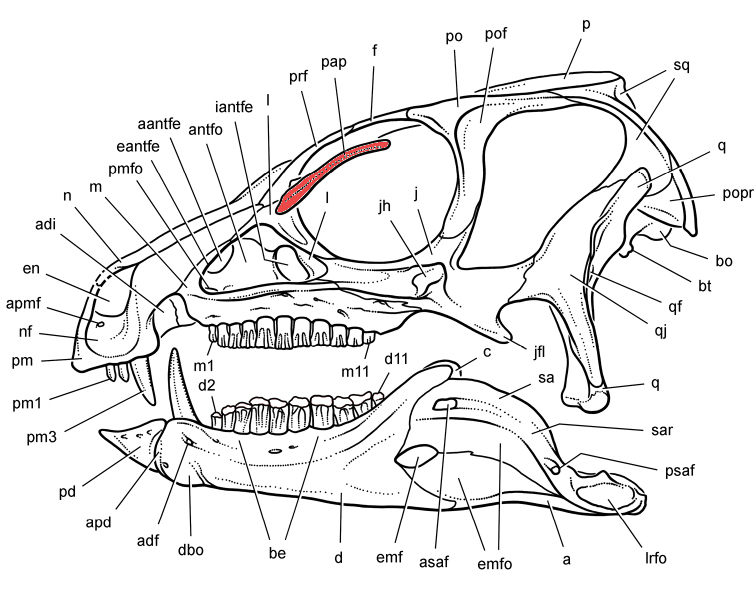
Osso palpebrale (evidenziato) nel cranio di Heterodontosaurus

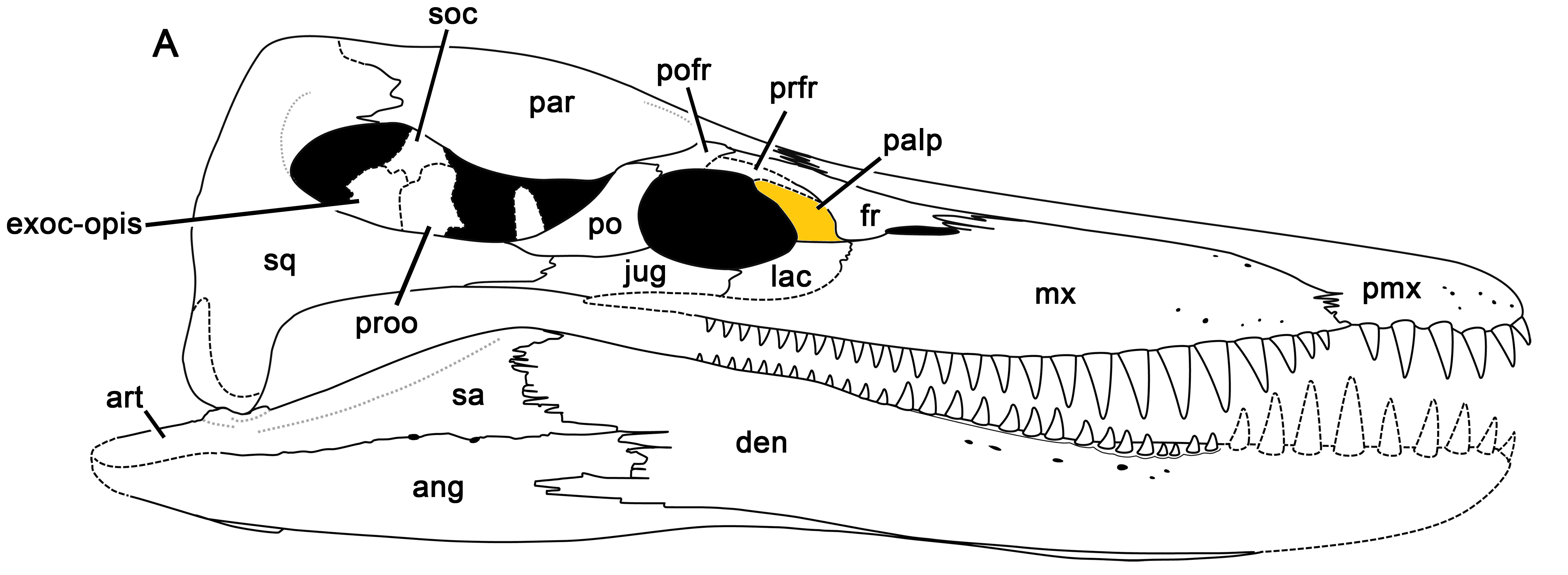
Osso palpebrale (evidenziato) nel cranio di Pliosaurus

L'osso palpebrale è un piccolo osso dermico che si trova nella regione dell'orbita oculare in una varietà di animali, tra cui coccodrilli e dinosauri ornitischi. È anche noto come adlacrimale o sopraorbitale, sebbene quest'ultimo termine non vada confuso con il sopraorbitale dei pesci osteitti. Nei dinosauri ornitischi, il palpebrale formava un'asticella che sporge dall'angolo superiore anteriore dell'orbita. L'osso è ben presente negli heterodontosauridi, negli ornitopodi basali, come Thescelosaurus e Dryosaurus, e nei ceratopsi basali, come Archaeoceratops; in questi animali, l'asticella è allungata e sporgeva e sopra l'occhio come un sopracciglio osseo. Come notato dal paleoartista Gregory S. Paul, il palpebrale allungato avrebbero dato a questi animali degli "occhi d'aquila", conferendogli uno sguardo feroce o accigliato. In tali casi, il palpebrale espanso potrebbe aver funzionato per ombreggiare l'occhio dal sole.